# I cigni selvatici
I cigni selvatici è una fiaba del 1838 dello scrittore Hans Christian Andersen.

## Trama
Elisa è una principessa, che vive felice con i suoi undici fratelli. Un giorno, però, il re si risposa con una matrigna cattiva, che mette Elisa a balia in una casa di contadini e lancia un sortilegio sui maschi, trasformandoli in cigni selvatici.
Elisa cresce e quando compie 15 anni, il re, suo padre chiede di vederla. La matrigna, allora, le prepara un bagno e nasconde nell'acqua tre rospi avvelenati, che dovrebbero trasformarla in un essere brutto e malvagio. A causa della sua bontà, però, il maleficio fallisce e i rospi vengono trasformati in tre papaveri rossi. La matrigna, furiosa, tinge il viso di Elisa, la veste di stracci e le scompiglia i capelli cosicché il re, vedendola, ne sia inorridito e la scacci dal castello.
Elisa vaga da diversi giorni per il bosco, dove incontra una vecchietta che le parla di undici cigni selvatici con la corona d'oro, che si vedono nel fiume lì vicino. Elisa segue il fiume e arriva al mare. Sul far della sera arrivano in volo gli undici cigni, che si ritrasformano nei suoi fratelli. I fratelli le raccontano dell'incantesimo che li rende cigni di giorno e uomini di notte, della loro vita al di là del mare, e del lungo e pericoloso viaggio che intraprendono una volta all'anno per tornare nella loro terra natale. Propongono ad Elisa di viaggiare con loro nella terra lontana, ed Elisa accetta con gioia.
Durante il viaggio sopra le onde, Elisa intravede il grande castello di nebbia della fata Morgana, dove nessun essere umano può porre piede. Una volta giunti nella terra al di là del mare, Elisa si rifugia in una grotta e sogna la fata Morgana che le spiega come poter salvare i fratelli: deve raccogliere a mani nude le ortiche accanto alla grotta, oppure nel cimitero, pestarle a piedi nudi e tesserle in undici tuniche da far indossare ai fratelli; per tutto il tempo non deve dire una parola, pena la loro morte.
Subito Elisa inizia questo lavoro, ma si presenta alla grotta il re del paese che, incantato dalla sua bellezza, la porta a palazzo con sé e organizza le nozze. L'arcivescovo è sospettoso nei riguardi di Elisa, credendola una strega, ma il Re non gli crede. Prepara ad Elisa una stanza tappezzata di seta verde, come la grotta in cui l'ha trovata e la sposa. Elisa è felice con il re, ma ogni notte va nella stanza verde a fabbricare le tuniche per i fratelli.
Quando finisce le ortiche, è costretta a recarsi al cimitero infestato di lamie, per raccoglierne altre. Viene vista dall'arcivescovo che, la volta successiva, porta il re con sé e accusa apertamente Elisa di stregoneria, trascinandola in tribunale. Elisa è condannata a morte dal popolo. I fratelli tentano di parlamentare con il re nottetempo, ma quando egli li raggiunge è già l'alba, e sono costretti a volare via.
In attesa dell'esecuzione, Elisa lavora febbrilmente per completare l'ultima tunica; sta per salire sul rogo quando giungono in volo gli undici cigni. Elisa getta le tuniche sul loro capo ed essi si ritrasformano, raccontando al re tutta la storia e scagionandola.

## Origini
A differenza della maggior parte delle fiabe di Andersen, I cigni selvatici è una riscrittura di una fiaba popolare danese De elleve Svaner ("Gli undici cigni"), presente in Folkeeventyr (1823) di Mathias Winther, derivante probabilmente da I sei cigni, fiaba riportata dai fratelli Grimm. Il motivo della principessa muta e impossibilitata a comunicare con il proprio amato era già stato utilizzato da Andersen in La sirenetta.

## Adattamenti

### Cinema
- I cigni selvatici (in russo Дикие лебеди?, Dikiye lebedi), film d'animazione sovietico del 1962;
- I cigni selvaggi, cortometraggio anime del 1975 della serie Le più famose favole del mondo;
- Heidi diventa principessa (世界名作童話 白鳥の王子?, Sekai meisaku dōwa: Hakuchō no ōji), film anime del 1977;
- Metsluiged, film estone-sovietico del 1987;[3]
- I cigni selvatici, mediometraggio d'animazione direct-to-video del 1994 narrato da Sigourney Weaver, parte della serie Stories to Remember;
- De Vilde Svaner, film danese del 2009 con la partecipazione dalla regina Margherita II di Danimarca in qualità di sceneggiatrice e di art designer.[4]

### Televisione
- I cigni selvatici, episodio 11 della serie televisiva Le grandi fiabe (Shirley Temple's Storybook) (1958);
- I cigni selvatici, episodi 45- 47 della serie TV anime Le fiabe di Andersen (1971);
- I cigni selvatici, episodio 12 della serie TV anime Le più belle favole del mondo (1976);
- Hakuchō no ōji , episodio 32 della serie anime Funky Fables (1990);
- Gli undici cigni, episodio della serie OAV anime Il teatrino delle fiabe di Hello Kitty (2001).
- I cigni selvatici, episodio della serie animata The Fairytaler (2003).